# Кудряшов Олександр Михайлович
Олександр Михайлович Кудряшов (1939, Подольськ — пом.?) — радянський футболіст, який грав на позиції нападника і півзахисника. Відомий за виступами у складі сімферопольської «Таврії» у класі Б та другій групі класу А, за яку зіграв понад 180 матчів в чемпіонаті та Кубку СРСР. а також у складі алма-атинського «Кайрата» у вищій лізі чемпіонату СРСР.

## Клубна кар'єра
Олександр Кудряшов народився у 1939 році в Подольську. Розпочав займатися футболом у рідному місті. У 1958 році в Сімферополі організували команду класу Б під назвою «Авангард», перший головний тренер якої, москвич Микола Глєбов, запросив до команди вихованців подольського футболу Кудряшова, Анатолія Федотова, Сергія Мітіна, а також молодих вихованців московських клубів Володимира Пайса, Олега Харкіна і Олександра Піскунова. У команді Кудряшов став одним із гравців основного складу, а після переходу головного тренера Глєбова до алма-атинського «Кайрата» Олександр Кудряшов разом із Володимиром Никоновим та Анатолієм Федотовим отримав запрошення до алматинської команди вищої ліги. Проте у вищій лізі радянського футболу Кудряшов зіграв лише 9 матчів, та повернувся до сімферопольського клубу. У 1962 році Олександр Кудряшов разом із командою став бронзовим призером першості УРСР. У 1964 році Кудряшов разом із командою став переможцем зонального турніру класу Б. Після закінчення сезону 1965 року Кудряшов завершив виступи на футбольних полях. Після закінчення виступів у командах майстрів Олександр Кудряшов тривалий час працював дитячим футбольним тренером, одним із його вихованців є один із найвідоміших футболістів «Таврії» 1990—2000 років Олександр Кундєнок.